# Greenfield (Tennessee)
Pour les articles homonymes, voir Greenfield.
Greenfield est une municipalité américaine située dans le comté de Weakley au Tennessee.

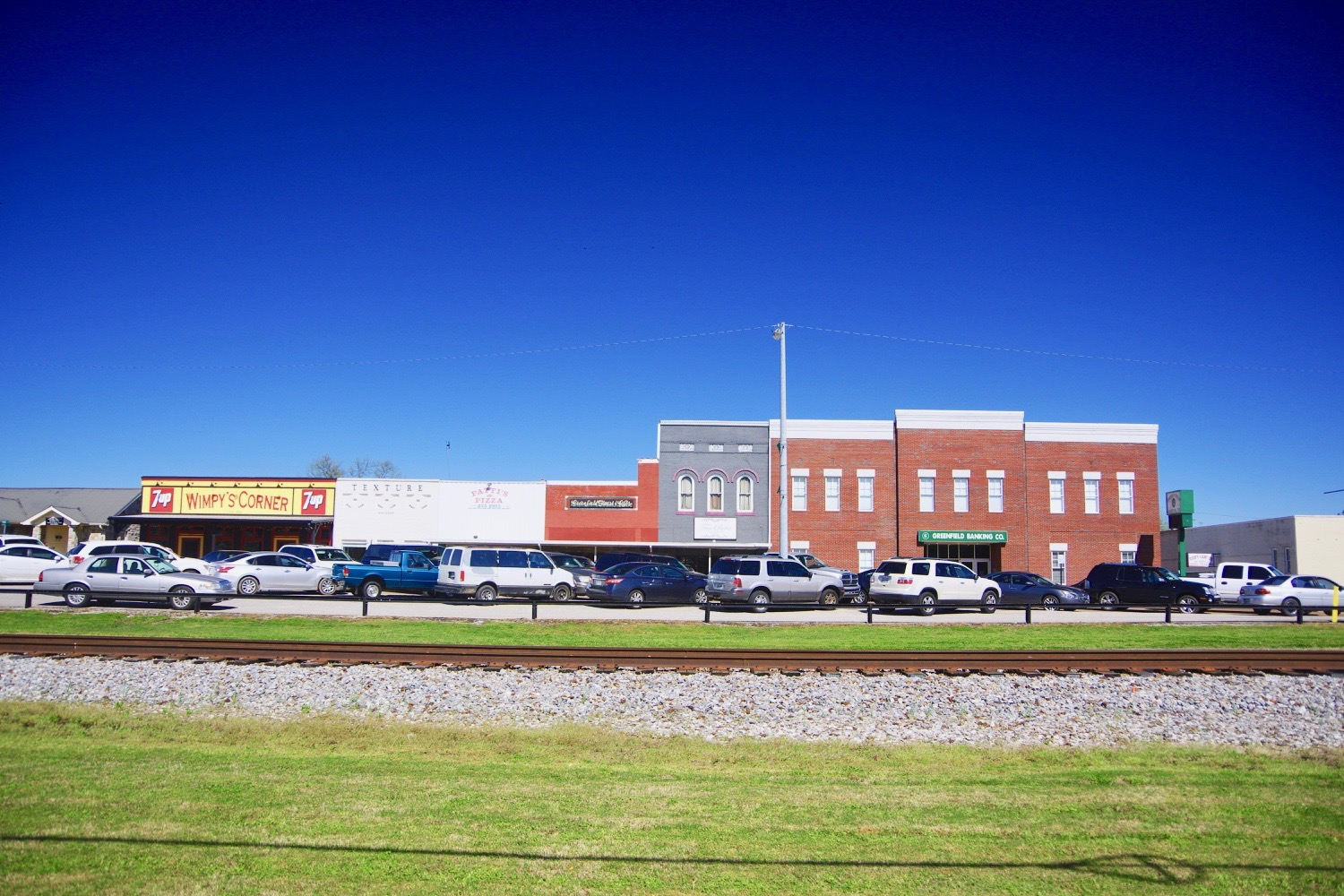
Rue Front.

Selon le recensement de 2010, Greenfield compte 2 182 habitants. La municipalité s'étend sur 3,70 milles carrés (9,58 km2) dont 0,02 mille carré (0,05 km2) d'étendues d'eau.
Greenfield est fondée en 1874, l'année suivant l'arrivée du chemin de fer. Son nom lui aurait été attribué par un passager du premier train à atteindre la localité, en raison de ses champs verdoyants (en anglais : green fields). Greenfield devient une municipalité en 1880,.